# Miltochrista obscura
Miltochrista obscura là một loài bướm đêm thuộc phân họ Arctiinae, họ Erebidae.